# Manihot gabrielensis
Manihot gabrielensis är en törelväxtart som beskrevs av Antonio Costa Allem. Manihot gabrielensis ingår i släktet Manihot och familjen törelväxter. Inga underarter finns listade i Catalogue of Life.